# Парасолька для молодят
«Парасолька для молодят» (рос. «Зонтик для новобрачных») — радянський художній фільм 1986 року, режисера Родіона Нахапетова.

## Сюжет
Дія фільму починається восени на Кримському узбережжі, в Судаку, потім переноситься в Москву, і закінчується в перший день нового року. Зоя і Толя, двоє закоханих молодих людей, знайомляться на морському узбережжі, куди вони приїхали відпочивати, з сімейною парою — лікарем-наркологом Дмитром Павловичем і лаборантом Вірою Іванівною, попросивши дозволу переночувати в їхньому будинку, де ті зупинилися. Для молоді вони ідеал: щасливий шлюб, троє дітей і повне взаєморозуміння після стількох років подружнього життя. Відпустка закінчується, Зоя і Толя їдуть і виявляється, що подружня ідилія Дмитра Павловича — це міф. Насправді він одружений з іншою й довгі роки крадькома зустрічається з по-справжньому коханою жінкою. Проходить кілька місяців і Віра отримує телеграму від своїх курортних знайомих, що ті збираються приїхати до них в гості, щоб разом зустріти Новий рік. Віра не хоче розвіювати міф і вмовляє Дмитра знову зобразити перед молодими щасливу сім'ю.

## У ролях
| Актор                | Роль                                        |
| -------------------- | ------------------------------------------- |
| Олексій Баталов      | Дмитро Павлович Красков                     |
| Нійоле Ожеліте       | Віра Іванівна (роль озвучила Інна Чурикова) |
| Віра Глаголєва       | Зоя                                         |
| Микита Михайловський | Толя                                        |
| В'ячеслав Єзепов     | Юрій Данилович                              |
| Ігор Нефьодов        | Гоша                                        |
| Алла Мещерякова      | дружина Краскова                            |
| Галина Петрова       | Ліда, подруга Віри                          |
| Галина Дьоміна       | мати Віри                                   |
| Володимир Носик      | Фроляк                                      |
| Валентина Березуцька | провідниця                                  |
| Анатолій Ведьонкін   | Гена, господар будинку                      |
| Василь Фунтиков      | інспектор ДАІ                               |
| Юрій Шумило          | міліціонер                                  |
| Лідія Старокольцева  | лаборант                                    |
| Лариса Хуснуліна     | провідниця                                  |
| Паша Санаєв          | Діма, старший син Краскова                  |
| Діма Єпішин          | Стьопа, син Краскова                        |
| Петя Янгляєв         | Льоша, молодший син Краскова                |
| Микола Ісенко        | пасажир                                     |
| Олена Мельникова     | епізод                                      |

## Знімальна група
- Автор сценарію: Раміз Фаталієв
- Режисер-постановник: Родіон Нахапетов
- Оператор-постановник: Володимир Шевцик
- Художник-постановник: Юрій Кладієнко
- Композитор: Ісаак Шварц
- Звукооператор: Роланд Казарян
- Російський державний симфонічний оркестр кінематографії п/к Еміна Хачатуряна
- Режисер: Н. Есадзе
- Оператор: Володимир Захарчук
- Художник по костюмах: Наталія Іванова
- Монтажер: Поліна Скачкова
- Художник-гример: Ірина Морозова
- Комбіновані зйомки:
- Оператор: Д. Плєтніков
- Художник: О. Казакова
- Консультант: Е. Дроздов
- Редактор: О. Корсунська
- Музичний редактор: Мінна Бланк
- Директор картини: Володимир Клименко

## Цікаві факти
- Фільм «Парасолька для молодят» знімали на сході Криму і ПБК. Зокрема, у фільмі можна пізнати Судак з його набережною і Генуезькою фортецею; Феодосію і водоспад Джур-Джур. Наприклад, з залізничного вокзалу Феодосії до Москви вирушив поїзд з головними героями, а біля південнобережного водоспаду героїня Ожеліте підвернула ногу.
- Переживання в сценарії привели до сварок в сім'ї режисера. У той час подружню пару Родіона Нахапетова і Віри Глаголєвої вважали однією з найміцніших в радянському кіно. Вони познайомилися в 1974 році на пробах фільму «На край світу». Тоді Глаголєва навіть не припускала, що стане актрисою, а Нахапетов не знав, що одружується з нею.
- Сценарій фільму «Парасолька для молодят» Глаголєвій не подобався, особливо не подобалася її роль. У свої 30 років вона повинна була грати 18-річну закохану дівчину, яка мало розуміє щось в житті.
- Головним героєм у фільмі був Олексій Баталов. На той час за його плечима були і «Летять журавлі», і «Москва сльозам не вірить». В'ячеслав Єзєпов, який зіграв в цій картині друга Баталова, дивувався його скромності. Він знав, що імениті актори зазвичай вимагають особливої уваги на майданчику, люблять великі плани. І був дуже здивований, що з Баталовим виявилося все по-іншому.
- В'ячеслав Єзєпов згадував: "Баталов був фанат машин і всього, що з цим пов'язано. Він сказав: «Слава, я тебе благаю, я пів життя провів під машиною, розумієш, я водив все, крім, може бути, літака. А так я і танк водив, і самоскиди, і чого тільки я не водив, тому я хочу бути за кермом». Я кажу: «Ну добре, будь ласка».